# 圣卢 (滨海夏朗德省)
圣卢（法語：Saint-Loup，法語發音：[sɛ̃ lu]）是法国滨海夏朗德省的一个市镇，位于该省中北部，属于圣让当热利区。

## 地理
圣卢（45°59'56"N, 0°37'31"W）面积16.42 平方千米，位于法国新阿基坦大区滨海夏朗德省，该省份为法国西部滨海省份，北起旺代省，西临大西洋，南至吉倫特省，东南接多爾多涅省，东北接德塞夫勒省接壤，东临夏朗德省。
与圣卢接壤的市镇（或旧市镇、城区）包括：阿讷宰、苏瓦河畔尚特梅勒、朗德、纳尚、皮罗朗、托奈布托讷。
圣卢的时区为UTC+01:00、UTC+02:00（夏令时）。

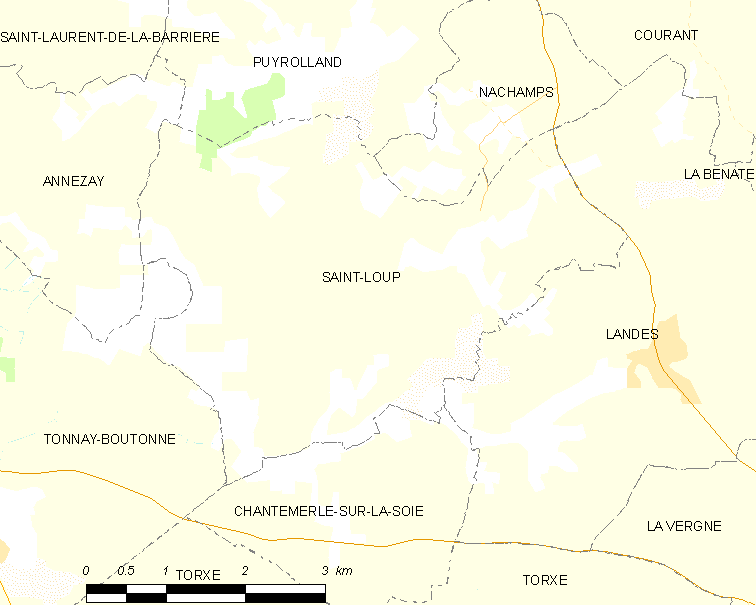
圣卢的OSM定位图

## 行政
圣卢的邮政编码为17380，INSEE市镇编码为17356。

## 政治
圣卢所属的省级选区为圣让当热利县。

## 交通
滨海夏朗德省省道D122线和D213线在境内交汇。

## 人口

1962-2008年间圣卢人口变化图示

圣卢于2022年1月1日时的人口数量为312人。